# トゥーリパ (小惑星)
トゥーリパ (1095 Tulipa) は、小惑星帯に位置する小惑星である。カール・ラインムートがハイデルベルクのケーニッヒシュトゥール天文台で発見した。
チューリップ（チューリップ属）の学名に因んで名付けられた。なお、この名前と小惑星番号は、本来1928年2月24日にラインムートが発見した、1928 DC という仮符号を持つ小惑星に割り当てられたものだった。1966年になって、コンラッド・バードウェルが 1928 DC はユルィヨ・バイサラが1938年に発見した小惑星 (1449) ヴィルタネンと同一の天体であることを発見したため、小惑星番号1095と名前はラインムートが発見した別の小惑星 1926 GS に付け直された。